# Марк Емилий Лепид (консул 158 пр.н.е.)
Вижте пояснителната страница за други личности с името Марк Емилий Лепид.
Марк Емилий Лепид (на латински: Marcus Aemilius Lepidus) e римски консул през 158 пр.н.е. заедно с Гай Попилий Ленат.
Той е вероятно син на Марк Емилий Лепид (или Маний).
1. 1 2  M. Aemilius (70) M'. f. M'. n. Lepidus //   Посетен на 10 юни 2021 г.
2. ↑  1626 //   Посетен на 10 юни 2021 г.
3. ↑  1553 //   Посетен на 10 юни 2021 г.